# Вергаза
Вергаза — деревня в Усть-Катавском городском округе Челябинской области России.

## География
Через деревню протекает Кургашанский ручей, приток Юрюзани. Ближайшие населённые пункты: посёлок Верхняя Лука и село Насибаш. Расстояние до Усть-Катава 30 км.

## Население
| 2002 | 2010 |
| ---- | ---- |
| 129  | ↘82  |

Гендерный состав
По данным Всероссийской переписи, в 2010 году численность населения деревни составляла 82 человека (38 мужчин и 44 женщины).

## Улицы
Уличная сеть деревни состоит из 5 улиц.